# Jan Chrzciciel Aubert
Jan Chrzciciel Aubert, (fra) Jean-Baptiste-Claude Aubert (ur. 19 marca 1768 w Paryżu, zm. 2 września 1792 w Paryżu) – błogosławiony Kościoła katolickiego, męczennik, ofiara antykatolickich prześladowań okresu rewolucji francuskiej.
Po przyjęciu święceń kapłańskich podjął działalność duszpasterską w diecezji Wersalu jako Promotora Wiary. Poświęcił się propagowaniu powołań. W okresie gdy w rewolucyjnej Francji nasiliło się prześladowanie katolików, odmówił złożenia przysięgi na cywilną konstytucję kleru. Mimo poręczeń został aresztowany i przewieziony do klasztoru karmelitów, gdzie 2 września 1792 roku został zamordowany na terenie klasztoru karmelitów. Był jednym z oddanych przez komisarza Violette`a w ręce zgromadzonego tłumu odmawiających złożenia przysięgi na cywilną konstytucję kleru, zasieczonych szablami i bagnetami, a którzy uszli z rozpoczętej wcześniej masakry w ogrodzie. Ofiary mordu zostały pochowane w zbiorowych mogiłach na terenie paryskiego cmentarza Vaugirard, część z nich wrzucono do studni klasztornej, a po ekshumacji w 1867 roku ich relikwie spoczęły w krypcie kościoła karmelitów.
Jan Chrzciciel Aubert był jedną z ofiar tak zwanych masakr wrześniowych, w których zginęło 300 duchownych, ofiar nienawiści do wiary (łac) odium fidei.
Dzienna rocznica śmierci jest dniem kiedy wspominany jest w Kościele katolickim.
Jan Chrzciciel Aubert znalazł się w grupie 191 męczenników z Paryża beatyfikowanych przez papieża Piusa XI 17 października1926.